# Новодресвянка
Новодресвя́нка (рос. Новодресвянка) — селище у складі Зоринського району Алтайського краю, Росія. Входить до складу Хмельовської сільської ради.

## Населення
Населення — 50 осіб (2010; 70 у 2002).
Національний склад (станом на 2002 рік):
- росіяни — 93 %